# Amici (Mondkrater)
Amici ist ein Einschlagkrater auf der erdabgewandten Seite des Mondes, südlich des großen Kraters Icarus und nördlich des McKellar Mondkraters.
Benannt wurde der Krater von der IAU nach Giovanni Battista Amici.
Der Rand des Kraters ist stark erodiert und durch nachhaltige Einschläge deformiert, so dass er jetzt eine eher polygonale Form besitzt. Er besitzt ein Tal am südlichen Ende. Der Grund des Kraters weist keine bemerkenswerten Einschläge auf, ist jedoch übersät mit kleineren Einschlagskratern.

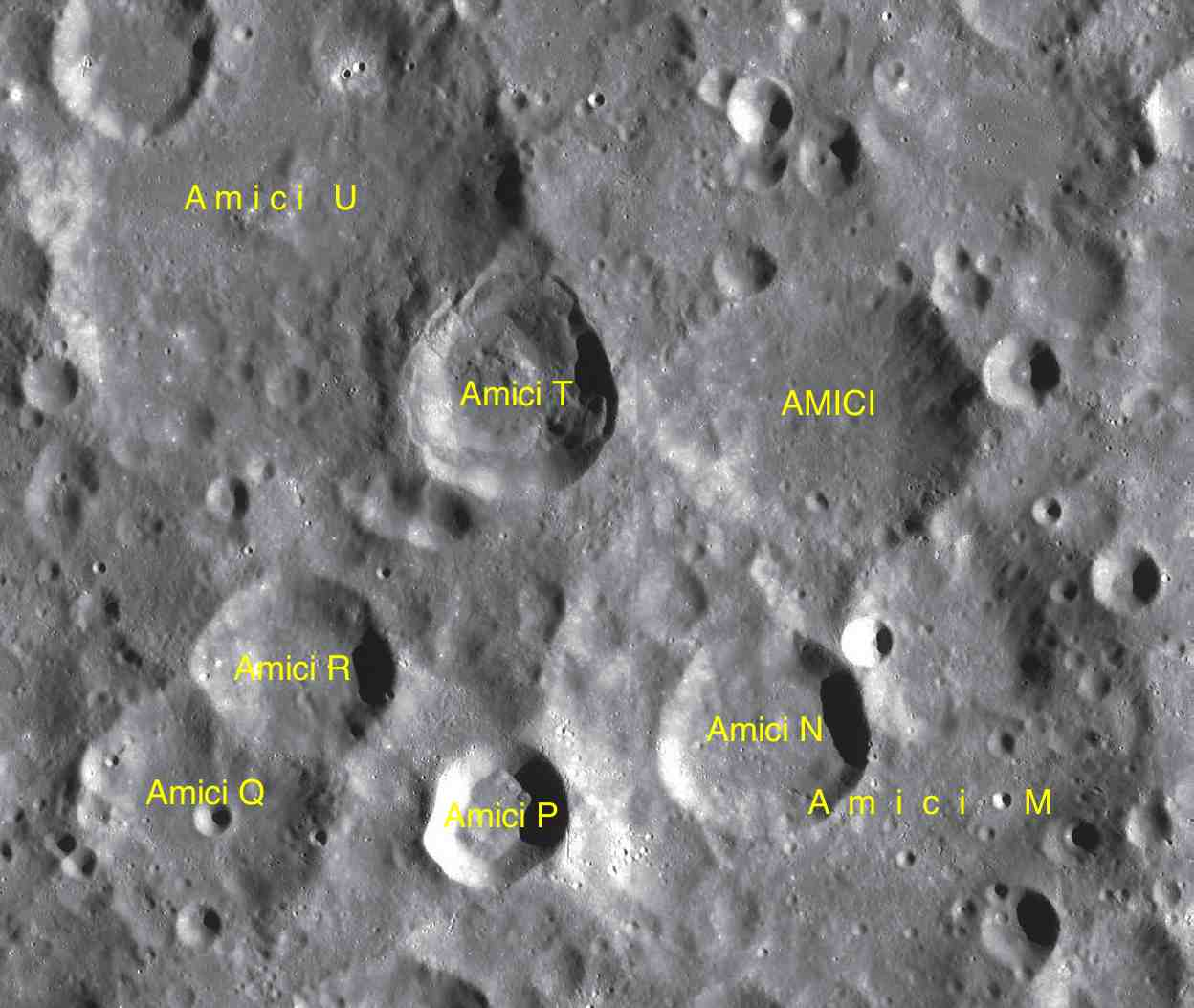
Amici mit Nebenkratern

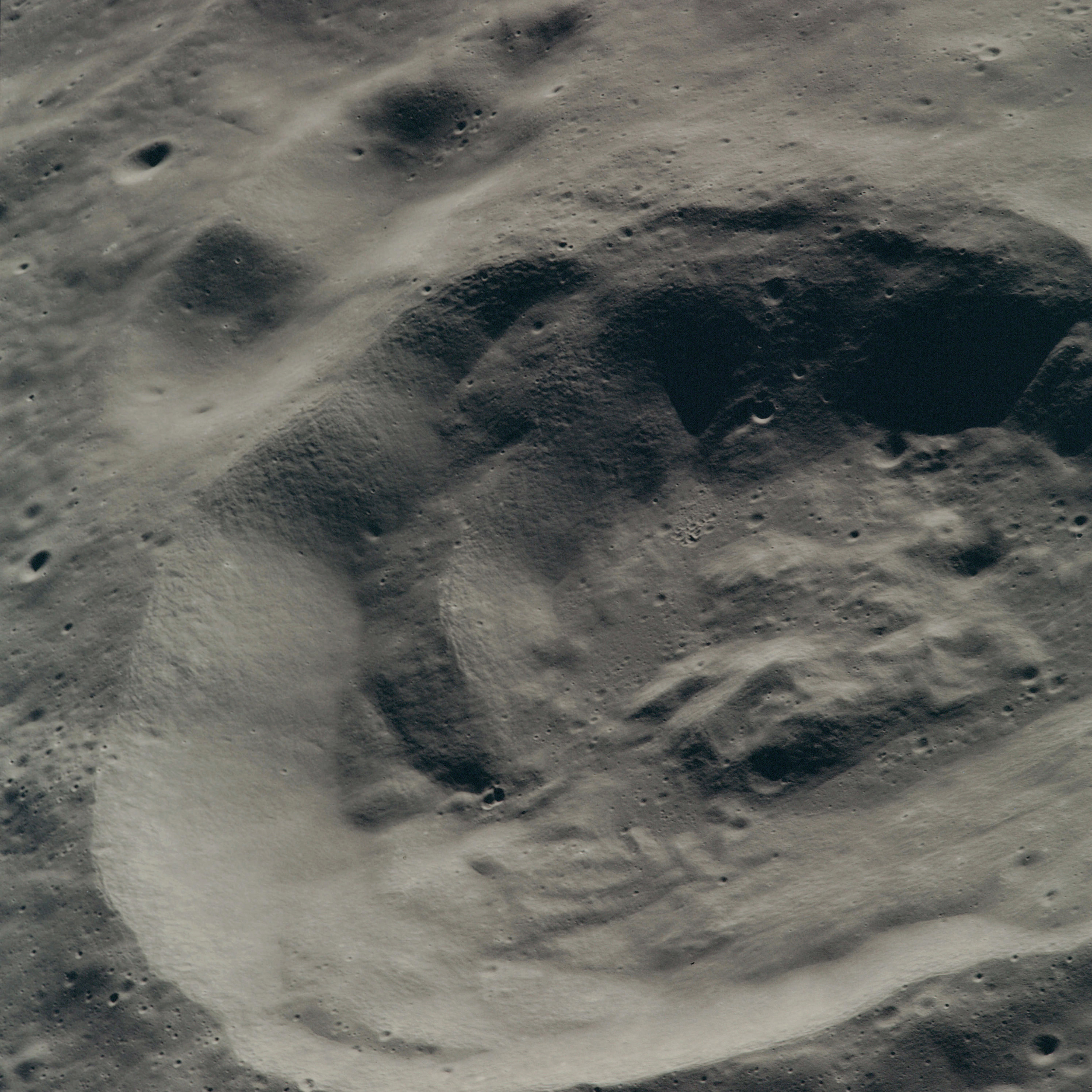
Amici T, von Apollo 8 aufgenommen

| Buchstabe | Position            | Durchmesser | Link |
| --------- | ------------------- | ----------- | ---- |
| M         | 11,59° S, 171,71° W | 108 km      |      |
| N         | 11,75° S, 172,22° W | 38 km       |      |
| P         | 12,26° S, 173,78° W | 25 km       |      |
| Q         | 12,25° S, 175,66° W | 44 km       |      |
| R         | 11,48° S, 175,07° W | 34 km       |      |
| T         | 9,86° S, 173,82° W  | 33 km       |      |
| U         | 8,74° S, 175,36° W  | 89 km       |      |